# 田中半蔵
田中 半蔵（たなか はんぞう、1981年12月12日 - ）は、日本の男性総合格闘家。本名は田中 宏茂（たなか ひろしげ）。福岡県出身。シューティングジム横浜所属。

## 来歴
スポーツ歴は野球を9年。福岡県立八幡工業高等学校野球部出身。
2007年9月23日、16名参加の第14回全日本アマチュア修斗選手権・ウェルター級（-70kg）に出場。決勝で田村一聖に判定勝ちし優勝を果たした。
2008年3月28日、プロ修斗デビュー戦で丸井憲一郎と対戦し、右ストレートでKO勝ち。この試合からリングネームを田中半蔵に変更した。
2011年3月21日、修斗で太田拓己と対戦し、3-0の判定勝ち。この勝利により、2011年3月30日付けでクラスAに昇格した。

## 戦績

### プロ総合格闘技
| 総合格闘技 戦績 | 総合格闘技 戦績 | 総合格闘技 戦績 | 総合格闘技 戦績 | 総合格闘技 戦績 | 総合格闘技 戦績 | 総合格闘技 戦績 |
| --------------- | --------------- | --------------- | --------------- | --------------- | --------------- | --------------- |
| 24 試合         | (T)KO           | 一本            | 判定            | その他          | 引き分け        | 無効試合        |
| 15 勝           | 7               | 0               | 8               | 0               | 0               | 0               |
| 9 敗            | 3               | 0               | 6               | 0               | 0               | 0               |

| 勝敗 | 対戦相手                       | 試合結果                         | 大会名                                                                           | 開催年月日     |
| ×    | SASUKE                         | 3R 1:07 TKO パウンド             | SHOOTO1202                                                                       | 2023年12月02日 |
| ○    | ロイベ・デ・オリベイラ・ネイト | 5分3R終了 判定3-0                | PROFESSIONAL SHOOTO 2023 Vol.3                                                   | 2023年5月21日  |
| ○    | 結城大樹                       | 5分3R終了 判定3-0                | プロフェッショナル修斗公式戦福岡大会 TORAO27                                     | 2022年5月15日  |
| ×    | 透暉鷹                         | 5分3R終了 判定0-3                | PANCRASE 319                                                                     | 2020年10月25日 |
| ○    | 新居すぐる                     | 5分3R終了 判定2-1                | PANCRASE 310                                                                     | 2019年11月10日 |
| ×    | 堀江圭功                       | 1R 1:40 KO（右フック）           | PANCRASE 303                                                                     | 2019年3月17日  |
| ×    | カイル・アグォン               | 5分3R終了 判定1-2                | PANCRASE 300                                                                     | 2018年10月21日 |
| ×    | 中原由貴                       | 5分3R終了 判定0-3                | PANCRASE 290                                                                     | 2017年10月8日  |
| ○    | 日沖発                         | 1R 0:14 KO（左フック）           | PANCRASE 287                                                                     | 2017年5月28日  |
| ○    | 内村洋次郎                     | 5分3R終了 判定3-0                | PANCRASE 283                                                                     | 2016年12月18日 |
| ×    | 摩嶋一整                       | 5分3R終了 判定0-3                | 修斗 闘裸男19                                                                    | 2016年9月4日   |
| ×    | エリック・ケリー               | 5分3R終了 判定0-3                | ONE Championship 32: Tigers of Asia                                              | 2015年10月9日  |
| ×    | ハーバート・バーンズ           | 5分3R終了 判定0-3                | ONE FC 19: Reign of Champions                                                    | 2014年8月29日  |
| ○    | 門脇英基                       | 1R 0:49 KO（左ストレート）       | 修斗 2013年第2戦                                                                 | 2013年3月16日  |
| ○    | 中村好史                       | 1R 4:47 KO（パウンド）           | 修斗 SHOOTO GIG TOKYO Vol.11                                                     | 2012年8月25日  |
| ○    | Theギロチン                    | 5分3R終了 判定3-0                | 修斗 SHOOTING DISCO 17 〜GET WILD〜                                              | 2012年2月25日  |
| ○    | 太田拓巳                       | 5分2R終了 判定3-0                | 修斗 GENESIS                                                                     | 2011年3月21日  |
| ○    | 柳澤雅樹                       | 5分2R終了 判定3-0                | 修斗 THE ROOKIE TOURNAMENT 10 FINAL                                              | 2010年12月18日 |
| ○    | 大野 虎眼 賢良                 | 5分2R終了 判定2-0                | 修斗 The Way of SHOOTO 04 〜Like a Tiger, Like a Dragon〜                        | 2010年7月19日  |
| ○    | ジャックナイフツネオ           | 1R 3:54 KO（パウンド）           | 修斗 BORDER -season 2- 波動                                                      | 2010年3月28日  |
| ×    | 小林ミツル                     | 2R 0:59 TKO（ドクターストップ）  | "修斗伝承 03" ROAD TO 20th ANNIVERSARY 【新人王決定トーナメント ライト級 2回戦】 | 2008年9月28日  |
| ○    | 丸井憲一郎                     | 1R 3:01 KO（右ストレート）       | 修斗 BACK TO OUR ROOTS 08 【新人王決定トーナメント ライト級 1回戦】              | 2008年3月28日  |
| ○    | 岡澤弘太                       | 1R 0:13 KO（スタンドパンチ連打） | ZST.10                                                                           | 2006年9月10日  |
| ○    | 太田裕之                       | 1R 1:33 KO（スタンドパンチ連打） | ZST.9                                                                            | 2006年2月18日  |

### アマチュア総合格闘技
| 勝敗 | 対戦相手 | 試合結果                       | 大会名                                                   | 開催年月日    |
| ○    | 田村一聖 | 3分2R終了 判定40-32            | 第14回全日本アマチュア修斗選手権 【ウェルター級 決勝】   | 2007年9月23日 |
| ○    | 木村統雄 | 2:43 TKO（レフェリーストップ） | 第14回全日本アマチュア修斗選手権 【ウェルター級 準決勝】 | 2007年9月23日 |
| ○    | 伊藤滋   | 4分1R終了 判定23-20            | 第14回全日本アマチュア修斗選手権 【ウェルター級 2回戦】  | 2007年9月23日 |
| ○    | 稲葉聡   | 4分1R終了 判定21-16            | 第14回全日本アマチュア修斗選手権 【ウェルター級 1回戦】  | 2007年9月23日 |

## 獲得タイトル
- 第5回全九州アマチュア修斗オープントーナメント ウェルター級 優勝（2007年）
- 第14回全日本アマチュア修斗選手権 ウェルター級 優勝（2007年）